# Gwyneth Stallard
Pour les articles homonymes, voir Stallard.
Gwyneth Mary Stallard est une mathématicienne britannique dont les recherches concernent la dynamique complexe et l'itération des fonctions méromorphes,. Elle est professeure de mathématiques pures à l'Open University.

## Biographie
Gwyneth Stallard étudie les mathématiques au King's College de Cambridge, qu'elle termine en 1985. Elle obtient son doctorat de l'Imperial College London en 1991. Sa thèse, intitulée Some problems in the iteration of meromorphic functions, est dirigée par Irvine Noel Baker. Elle a évoqué la difficulté à trouver des postes de recherche postdoctorale à une époque où il y en avait peu en Angleterre, alors que les obligations professionnelles de son mari l'empêchaient de chercher un poste à l'étranger ; elle a maintenu sa carrière mathématique à ce stade en prenant un poste de professeur temporaire pour enseigner aux étudiants en génie de l'université de Southampton. Elle est nommée professeure de mathématiques à l'Open University, première femme professeure dans le département de mathématiques.

## Prix et distinctions
Stallard reçoit le prix Whitehead en 2000 et décrit cet événement comme le moment où elle est devenue confiante dans ses capacités de recherche mathématique.  
Stallard est présidente du Women in Mathematics Committee de la London Mathematical Society de 2006 à 2015, et en 2015, elle est nommée officier de l'Ordre de l'Empire britannique (OBE) pour son travail en faveur des femmes en mathématiques,. En 2016, elle reçoit un prix spécial du Suffrage Science Scheme le jour d'Ada Lovelace en reconnaissance de son travail dans ce domaine.  
En 2016, la London Mathematical Society l'a choisie comme conférencière Mary Cartwright.  

## Publications
- Daniel Nicks, Philip Rippon et Gwyneth Stallard, « Eremenko's conjecture for functions with real zeros: the role of the minimum modulus », International Mathematics Research Notices,‎ 2020.
- John W. Osborne, Philip J. Rippon et Gwyneth M. Stallard, « The iterated minimum modulus and conjectures of Baker and Eremenko », Journal d’analyse mathématique, vol. 139, no 2,‎ 2019, p. 521-558.
- Philip Rippon et Gwyneth Stallard, « Eremenko points and the structure of the escaping set », Transactions of the American Mathematical Society, vol. 372, no 5,‎ 2019, p. 3083-3111.
- Daniel A. Nicks, Philip Rippon et Gwyneth Stallard, « Baker's conjecture for functions with real zeros », Proceedings of the London Mathematical Society, vol. 117, no 1,‎ 2018, p. 100-124.
- P.J. Rippon et G.M. Stallard, « Boundaries of univalent Baker domains », Journal d'analyse mathématique, vol. 134, no 2,‎ 2018, p. 801-810.